# Harlemaufstände von 1935
Die Harlemaufstände von 1935 waren die ersten Rassenunruhen im New Yorker Stadtviertel Harlem. Der Auslöser für die Aufstände war ein Gerücht, nach welchem ein jugendlicher Ladendieb Opfer einer Gewalttat geworden sei. Bei den Aufständen kamen drei Menschen ums Leben, während Hunderte Menschen verletzt wurden. Der im Viertel entstandene Sachschaden wurde auf 2 Millionen Dollar geschätzt, wobei die von Afroamerikanern besessenen Wohnungen und Geschäfte vom schlimmsten Ausmaß der Zerstörung verschont blieben.

## Unruhen

### Auslöser
Am Nachmittag des 19. März 1935 ertappte ein Angestellter des Ladengeschäfts Kress Five and Ten in der 125th Street den 16-jährigen Puerto-Ricaner Lino Rivera dabei, wie er ein Federmesser im Wert von 10 Cents stehlen wollte. Als der Angestellte Rivera damit drohte, ihn im Keller des Geschäfts zu verprügeln, biss Rivera dem Angestellten in die Hand. Der Filialleiter intervenierte und rief die Polizei, doch Rivera wurde letztlich freigelassen. Währenddessen versammelte sich vor dem Geschäft eine Menschenmenge rund um eine Frau, die Riveras Festnahme bezeugen konnte und laut rufend von Schlägen berichtete. Als ein Krankenwagen vorfuhr, um die Wunden des gebissenen Angestellten zu behandeln, schien es, als würde sich die Erzählung der Frau bestätigen. Nachdem die Menschenmenge einen vor dem Geschäft parkenden Leichenwagen bemerkt hatte, ging das Gerücht um, Rivera sei zu Tode geschlagen worden. Während die Frau, die die Besorgnis der Menschen erst aufkommen ließ, wegen „Störung des öffentlichen Friedens“ (US-amerikanischer juristischer Terminus: disorderly conduct) festgenommen wurde, schloss das Geschäft frühzeitig. Die Ansammlung von Menschen wurde auseinandergetrieben.

### Ausbruch
Am frühen Abend organisierte eine Gruppe mit dem Namen Young Liberators eine von mindestens Tausenden Menschen begleitete Demonstration vor dem Geschäft. Verteilt wurden Handzettel; einer war mit dem Satz „CHILD BRUTALLY BEATEN“ (deutsch: „KIND BRUTAL GESCHLAGEN“) überschrieben. Ein anderes Flugblatt rügte „die brutale Prügel eines 12-jährigen Jungen […], weil er Süßigkeiten nahm.“
Irgendwann warf einer der Demonstranten einen Stein, der in das Fenster des Geschäfts flog. Von diesem Augenblick an nahm die Zerstörung und Plünderung östlicher und westlicher Richtung entlang der 125th Street ihren Lauf. Die Demonstranten nahmen sich insbesondere Geschäfte und Unternehmen weißer Besitzer zwischen der Fifth und Eighth Avenue vor. Einige Läden hängten Schilder mit der Aufschrift „FARBIGER LADEN“ oder „HIER SIND FARBIGE HILFSKRÄFTE ANGESTELLT“ auf. In den frühen Morgenstunden des nächsten Tages wurde Lino Rivera von der Wohnung seiner Mutter von einem Polizisten abgeholt. Die Fotos wurden als Beweismaterial dafür verbreitet, dass Rivera nicht verletzt wurde. Fiorello La Guardia, der damalige Bürgermeister von New York, ordnete Plakate an und bat die Bürger um die Wiedereinkehr des Friedens.

### Folgen und Ermittlungen
Mit dem Ende des darauffolgenden Tages kehrte in die Straßen von Harlem wieder Ordnung ein. Bezirksanwalt William C. Dodge machte kommunistische Anstiftung für die Unruhen verantwortlich. La Guardia stellte einen aus mehreren Ethnien bestehenden Ausschuss zusammen, der den Ursachen der Krawalle auf den Grund gehen sollte. Der vom afroamerikanischen Soziologen E. Franklin Frazier geführte Ausschuss veröffentlichte den Bericht „The Negro in Harlem: A Report on Social and Economic Conditions Responsible for the Outbreak of March 19, 1935“, in dem Unruhen als „spontan“ beschrieben und jegliche Vorwürfe eines ideologischen Vorgehens der Demonstranten abgetan wurden. Der Ausschuss erkannte weiterhin „Ungerechtigkeit in Form von Diskriminierung am Arbeitsplatz, das aggressive Verhalten der Polizei und die Rassentrennung“ als Gegebenheiten, die letztlich zum Ausbruch der Unruhen führten. Der Bericht beglückwünschte außerdem die kommunistischen Organisationen, die „für das Verhindern eines physischen Konflikts zwischen Weißen und Schwarzen mehr Anerkennung verdienen, als jeder andere in Harlem.“ Alain Locke wurde dazu berufen, die Verbesserungsvorschläge des Ausschusses zu realisieren.

## Geschichtliche Betrachtung
Jeffrey Stewart, Professor für Geschichte an der George Mason University, beschrieb die Harlemaufstände von 1935 als „die ersten modernen Rassenunruhen“. Die Aufstände „waren ein Symbol dafür, dass der Optimismus und das Gefühl der Hoffnung, das die Harlem Renaissance befeuerte, tot waren.“
Der Soziologe Allen D. Grimshaw bezeichnete die Aufstände als „die erste Manifestation einer ‚modernen‘ Form der rassistisch motivierten Unruhestiftung“, indem er folgende Kriterien zitierte:
- Gewalt fast nur gegen privaten Besitz gerichtet
- keine Kämpfe zwischen ethnischen Gruppen
- Streit zwischen schwarzer Unterschicht und Polizei

Während vorherige Rassenunruhen von brutalen Auseinandersetzungen zwischen Gruppen schwarzer und weißer Aufständischer geprägt waren, würden nachfolgende Unruhen eher an die Aufstände in Harlem erinnern.